# Igor Štimac
Igor Štimac (Metković, RFS de Yugoslavia, 6 de septiembre de 1967) es un exfutbolista croata que jugaba como defensa. Actualmente dirige al HŠK Zrinjski Mostar.

## Carrera como jugador
A nivel de club, Štimac jugó para su club croata local Hajduk Split y, sobre todo, para el club inglés Derby County.Štimac llegó al club inglés el 31 de octubre de 1995 por una tarifa de £1,5 millones desde el Hajduk Split. Marcó un gol en su debut contra el Tranmere, pero los Rams sufrieron una dura derrota por 5-1. El resto de la temporada fue más exitoso, ya que Derby logró el ascenso y permaneció invicto durante 20 partidos consecutivos.
Štimac jugó casi cuatro años con los Rams e hizo 84 apariciones en la liga para los Rams, además de siete apariciones en la FA Cup y dos apariciones en la Copa de la Liga. Fue vendido el 29 de agosto de 1999 al West Ham United por 600.000 libras esterlinas, donde marcó un gol contra el Newcastle United.

## Carrera internacional
Štimac jugó para la Selección nacional de Croacia, ganando 53 partidos y anotando dos goles, y formó parte de un equipo de Croacia que ganó la medalla de bronce en la Copa Mundial de la FIFA 1998. Su último partido internacional fue un partido amistoso de febrero de 2002 contra Bulgaria.
Anteriormente, Štimac fue miembro de la talentosa Selección sub-20 de Yugoslavia que ganó el Campeonato Mundial Juvenil de la FIFA 1987 en Chile, jugando cuatro partidos y anotando dos goles en el torneo.

## Carrera como entrenador

### Primeros años
Štimac comenzó su carrera directiva en 2001, haciéndose cargo de la academia de fútbol del Hajduk Split y también actuando como director deportivo del club. Hajduk ganó dos campeonatos durante este tiempo (2003-04 y 2004-05). En la temporada 2004-05 ocupó el puesto de entrenador durante los últimos 10 partidos después de reemplazar a Blaž Slišković. Con muchas dificultades logró ganar el campeonato pero perdió la final de la copa ante HNK Rijeka. En la primavera de 2006, también pasó unos meses entrenando al Cibalia de la primera división croata, salvándolos del descenso. El 14 de septiembre de 2009, fue nombrado nuevo entrenador del NK Zagreb después de perder los primeros siete partidos de la temporada, reemplazando a Luka Pavlović. Sin embargo, Štimac logró salvar al NK Zagreb del descenso y dejó el club al final de la temporada.

### Selección de Croacia
El 5 de julio de 2012, Štimac fue nombrado nuevo entrenador de la selección nacional de fútbol de Croacia, tras la partida de su excompañero de la selección nacional Slaven Bilić. Su primer partido como entrenador de Croacia llegó en un partido amistoso contra Suiza en el Poljud Stadium, que terminó en una decepcionante derrota por 2-4. A pesar de esa derrota, Croacia logró la Clasificación para la Copa Mundial 2014 de manera decente, con 16 puntos en los primeros seis juegos. Sin embargo, los resultados no fueron representativos de la forma de Croacia en el campo, ya que el equipo solo tuvo una diferencia de goles de +7 en esos seis partidos y anotó la mayoría de sus goles en jugadas a balón parado, contraataques y errores defensivos de sus oponentes. Luego comenzó un período de muy malos resultados que comenzó con una derrota por 0-1 ante Escocia en el Maksimir el 7 de junio de 2013. Después de esto, Croacia perdió 0-1 en un partido amistoso ante Portugal el 10 de junio de 2013 y luego apenas venció a Liechtenstein por 3-2 en un partido amistoso gracias a un gol en el minuto 86 de Eduardo el 14 de agosto de 2013.
En su próximo partido de clasificación para la copa del mundo, Croacia empató 1-1 contra Serbia en Belgrado, a pesar de tener solo un tiro al arco y dos tiros en total. A esto le siguió otra derrota en casa en Maksimir, esta vez ante los eventuales ganadores de grupo Bélgica con un resultado de 1-2. Con solo un partido de clasificación para el final, Štimac se había vuelto muy impopular en Croacia con una encuesta realizada por el popular periódico nacional ''24sata'' que resultó en que el 98% de los votantes estaban a favor de despedirlo. El 15 de octubre de 2013, Croacia perdió su último partido de clasificación para la Copa del Mundo 0-2 contra Escocia. Después de la derrota por 0-2 ante Escocia, Štimac presentó su dimisión al presidente de la HNS, exfutbolista estrella y compañero de equipo nacional de Štimac, Davor Šuker. Al día siguiente, Šuker aceptó su renuncia. Croacia terminó la clasificación como el penúltimo equipo clasificado en segundo lugar, con solo un punto más que el último clasificado Dinamarca, ocupando así el puesto final en la ronda de play-off.

### Zadar
A principios de 2015, Štimac fue nombrado nuevo entrenador en el club Zadar de la Prva HNL.Štimac renunció después de solo seis meses a cargo, ya que el club fue relegado administrativamente a segunda división por la junta de licencias del HNS debido a irregularidades financieras 3 juegos antes de que terminara la liga.

### Sepahan
El 12 de noviembre de 2015, se convirtió en entrenador del Sepahan, reemplazando a Hossein Faraki. Renunció el 20 de abril de 2016, después de una racha de resultados infructuosos que llevaron al Sepahan al puesto N°11 y fuera de las dos copas de la temporada, la Copa Hazfi y la Liga de Campeones de la AFC.

### Selección de India
El 15 de mayo de 2019, la Federación de Fútbol de la India lo anunció como el entrenador del país después de la partida de Stephen Constantine. Su primera campaña con India fue la Copa del Rey de 2019, donde su primer partido como entrenador fue contra Curazao, que terminó con una derrota por 3-1 en la que ha dado a seis jugadores su debut internacional pero en el siguiente partido contra el anfitrión Tailandia, logró que el equipo obtuviera una victoria por 1-0 adquiriendo el tercer lugar en el torneo y su primera victoria después de su nombramiento como técnico.
Para la Clasificación para la Copa Mundial 2022, su campaña con India comenzó con una derrota en casa por 1-2 ante Omán, pero llevó al equipo a ganar un punto respetable después de lograr un empate contra Catar. India pasó a ser derrotada por Omán y Catar, además de obtener solo un empate sobre Afganistán con su única victoria en la clasificación, una victoria por 2-0 contra el vecino Bangladesh, para terminar en tercer lugar con solo seis puntos ganados, por lo tanto no se clasificó para la Copa Mundial de la FIFA 2022, a pesar de que fue la posición más alta que obtuvo India desde el 2002 aunque que le garantizó un lugar en la próxima Clasificación para la Copa Asiática 2023.
En junio de 2024, fue relevado de sus funciones luego de quedar afuera de la clasificación para la Copa Mundial de la FIFA 2026.

### HŠK Zrinjski Mostar
El 1 de agosto de 2025, fue anunciado como entrenador del HŠK Zrinjski Mostar.

## Clubes

### Jugador
| Club                     | País       | Año       |
| ------------------------ | ---------- | --------- |
| Hajduk Split             | Yugoslavia | 1985-1986 |
| Dinamo Vinkovci (cedido) | Yugoslavia | 1986-1987 |
| Hajduk Split             | Yugoslavia | 1987-1992 |
| Cádiz C. F.              | España     | 1992-1994 |
| Hajduk Split             | Croacia    | 1994-1995 |
| Derby County             | Inglaterra | 1995-1999 |
| West Ham United          | Inglaterra | 1999-2001 |
| Hajduk Split             | Croacia    | 2001-2002 |

### Entrenador
| Club                 | País                 | Año           |
| -------------------- | -------------------- | ------------- |
| Hajduk Split         | Croacia              | 2005          |
| Cibalia              | Croacia              | 2006          |
| NK Zagreb            | Croacia              | 2009-2010     |
| Selección de Croacia | Croacia              | 2012-2013     |
| NK Zadar             | Croacia              | 2015          |
| Sepahan              | Irán                 | 2015-2016     |
| Al-Shahania          | Catar                | 2016-2017     |
| Selección de India   | India                | 2019-2024     |
| HŠK Zrinjski Mostar  | Bosnia y Herzegovina | 2025-presente |

## Carrera musical
Después de su carrera en el fútbol tuvo un breve paso como una estrella del pop lanzando una canción que se llama "Mare i Kate".

## Palmarés

### Como entrenador

#### Campeonatos internacionales
| Título                | Club               | País  | Año  |
| --------------------- | ------------------ | ----- | ---- |
| Campeonato de la SAFF | Selección de India | India | 2021 |